# (7698) Schweitzer
(7698) Schweitzer  es un asteroide perteneciente al cinturón de asteroides, descubierto el 11 de enero de 1989 por Freimut Börngen desde el Observatorio Karl Schwarzschild, en Alemania.

## Designación y nombre
Designado inicialmente como 1989 AS6. Fue nombrado en memoria de Albert Schweitzer (1875-1965), teólogo, médico y filósofo, organista y musicólogo alemán. Temprano en su vida sintió una profunda "reverencia por la vida" y estudió medicina como profesor de teología. En 1913 fundó un hospital en la jungla cerca de Lambaréné, cuando trabajaba en África como médico-misionero. Su filosofía culminó en una ética afirmativa universal de una caridad activa. Sus logros relacionados con la música de órgano incluyeron una interpretación de Bach. Schweitzer recibió el Premio Nobel de la Paz en 1952 por sus esfuerzos en favor de la Hermandad de las Naciones.

## Características orbitales
Schweitzer orbita a una distancia media del Sol de 2,410 ua, pudiendo acercarse hasta 2,041 ua y alejarse hasta 2,779 ua. Tiene una excentricidad de 0,153 y una inclinación orbital de 3,280° grados. Emplea en completar una órbita alrededor del Sol 1366,61 días.
Pertenece a la familia de asteroides de (135) Hertha

## Características físicas
Su magnitud absoluta es 15,41.